# Флаг Старицкого района
Флаг муниципального образования «Ста́рицкий район» Тверской области Российской Федерации — опознавательно-правовой знак, являющийся символом статуса и самоуправления района.
Флаг утверждён 18 мая 1999 года и внесён в Государственный геральдический регистр Российской Федерации с присвоением регистрационного номера 486.

## Описание
Прямоугольное белое полотнище, воспроизводящее композицию гербового щита. Пропорции полотнища 2:3.
Геральдическое описание герба гласит: «В серебряном щите старица в зелёной шубе с золотыми застёжками и такой же меховой оторочкой, в червлёной шапке, также с золотой меховой оторочкой, надетой поверх серебряного платка, и в чёрных сапожках, правой рукой опирающаяся на чёрную клюку».

## Символика
В основу флага Старицкого района положен исторический герб города Старица, Высочайше утверждённого 10 (21) октября 1780 года вместе с другими гербами городов Тверского наместничества: «Идущая с костылём старуха в серебряном поле».